# Dana Ghia
Dana Ghia (eigentlich Felicita Ghia; * 13. Juli 1932 in Mailand; † vor oder am 15. Januar 2024) war eine italienische Schauspielerin und Sängerin.

## Leben
Ghia begann ihre Karriere als Fotomodell und trat als Sängerin in einem 1953 aufgeführten Theaterstück von Studenten am Teatro Manzoni in Mailand auf. 1956 folgte das Fernsehdebüt in „Primo applauso“ und nach weiteren Ausbildungsschritten Engagements für regionale Fernsehprogramme der RAI und die Orchester von Guido Gergoli und Gino Conte, nachdem Luciano Tajoli auf sie aufmerksam geworden war. Oftmals arbeitete sie für das Orchester der RAI unter Carlo Savina. Dabei interpretierte sie mit ihrer modernen Stimme vor allem Swingtitel, auch auf Tourneen durch Australien, Griechenland, die Sowjetunion, Kanada, Großbritannien und den USA. Beim Festival in Neapel gelang ihr 1959 mit den Titeln „Ammore celeste“ und „Primma e dopo“ ein Achtungserfolg, konnte aber nicht ins Finale einziehen. Zwischen 1963 und 1977 wurde Ghia auch für Filme engagiert, in denen sie – auch unter Pseudonymen wie Ghia Arlen oder Diana Madigan – Rollen bescheidenen Umfangs interpretierte, darunter etliche Western.
1983 sah man Ghia als Gast einer Fernseh-Miniserie, La chambre de dames.

## Filmografie (Auswahl)
- 1965: Cuatro dólares de venganza
- 1966: Für Dollars ins Jenseits (Deguejo)
- 1967: Escondido (El Desperado)
- 1967: Rocco - Ich leg' dich um (L'ultimo killer)
- 1968: Der Einsame (L'ira di Dio)
- 1968: Heute ich… morgen Du! (Oggi a me… domani a te!)
- 1969: Queimada – Insel des Schreckens (Queimada)
- 1970: Die Frau des Priesters (La moglie del prete)
- 1971: Das Messer (Una farfalla con le ali insanguinate)
- 1971: Vier Fäuste für ein Halleluja (…continuavano a chiamarlo Trinità)
- 1972: Man nennt ihn Sacramento (Sei jellato amico… hai incontrato Sacramento)
- 1973: Sieben Tote in den Augen der Katze (La morte negli occhi del gatto)
- 1976: Das Schlitzohr und der Bulle (Il trucido e lo sbirro)
- 1977: Der Mann aus Virginia (California)

## Diskografie (Auswahl)
- 1958: Quand je monte chez toi/Dors, mon amour (Vis Radio Vi MQN 36318)
- 1959: Ammore celeste/curdammoce 'e ccose d' 'o munno (Vis Radio Vi MQN 36476)